# Melitaea atralpina
Melitaea atralpina är en fjärilsart som beskrevs av Ruggero Verity 1929. Melitaea atralpina ingår i släktet Melitaea och familjen praktfjärilar. Inga underarter finns listade i Catalogue of Life.